# ميشيلي كافيون
ميشيلي كافيون (بالإيطالية: Michele Cavion)‏ (8 ديسمبر 1994 بسكيو في إيطاليا - ) هو لاعب كرة قدم إيطالي في مركز الوسط. لعب مع نادي ريجيانا 1919 ونادي فيتشينزا ويوفنتوس ونادي فيرالبيسالو وكارسو كالتشيو ‏.

## روابط خارجية
- ميشيلي كافيون على موقع قاعدة بيانات كرة القدم.إي يو (الإنجليزية)
- ميشيلي كافيون على موقع Soccerway.com (الإنجليزية)